# Port lotniczy Henderson Field
Port Lotniczy Henderson Field (ang. Henderson Field Airport) – port lotniczy zlokalizowany na wyspie Sand Island, w atolu Midway (Dalekie Wyspy Mniejsze Stanów Zjednoczonych).